# Castell de Figuerola
El castell de Figuerola del Camp, avui desaparegut, fou un castell de Figuerola del Camp, municipi de la comarca de l'Alt Camp, situat al vessant sud de la Serra de Miramar.

## Història
La primera referència del topònim Figuerola és de l'any 980 quan surt esmentat en el document pel qual el comte de Barcelona Borrell II donà el castell de Cabra, els seus termes i les pertinences, a Ervigi, la seva muller Almentruda i el seu fill Guifré. Tot i això, les primeres referències del castell de Figuerola són més tardanes, concretament del segle xii, quan formava part d'un mateix terme amb els castells de Miramar i Prenafeta i estava sota senyoria de la família Puigverd. L'any 1157, Pere de Puigverd reclamà els seus drets sobre aquesta demarcació al comte de Barcelona Ramon Berenguer IV al·legant que uns antecessors seus l'havien colonitzat. Pere de Puigverd degué passar els tres castells als seus fills, Pere, Berenguer i Guillem els quals, l'any 1198 atorgaren una carta de franquesa als habitants de Figuerola, Prenafeta i Miramar. D'una manera excepcional, entre altres cartes de poblament catalanes, tots els habitants del lloc són considerats prohoms, exonerats dels mals usos d'intestia, eixorquia i cugucia en canvi de tres jornals, un de llaurar, un de batre i l'altre de carretatge. El castell de Figuerola romandrà en mans dels Puigverd fins a l'any 1271, que Berenguer de Puigverd en feu donació amb Prenafeta i Miramar al monestir de Poblet. Aquesta donació fou ratificada el 1297 pel testament del mateix Berenguer. El llegat fou protestat per Guillem de Verdú, descendent de Berenguer però una sentència arbitral de l'any 1338 donà la raó al monestir.

## Arquitectura
Castell termenat. No se'n conserven restes. Queden a la població un carrer dit carrer del Castell i l'era del Castell. Tot i així, no es coneixen murs antics.